# Kamil Grosicki
Kamil Paweł Grosickiⓘ (ur. 8 czerwca 1988 w Szczecinie) – polski piłkarz występujący na pozycji pomocnika w polskim klubie Pogoń Szczecin, którego jest kapitanem. W latach 2008–2025 reprezentant Polski.
Uczestnik Mistrzostw Europy 2012, 2016, 2024 oraz Mistrzostw Świata 2018 i 2022. Członek Klubu Wybitnego Reprezentanta.
Karierę piłkarską rozpoczynał w Pogoni Szczecin, skąd w 2007 trafił do Legii Warszawa. W 2008 na zasadzie wypożyczenia występował w szwajcarskim FC Sion. Następnie trafił do Jagiellonii Białystok. Po udanej w jego wykonaniu rundzie wiosennej, podlaski klub wykupił go definitywnie za pół miliona złotych. W sezonie 2009/2010 i rundzie jesiennej 2010/2011 wystąpił we wszystkich 45 ligowych meczach, natomiast 10 stycznia 2011 przeszedł do tureckiego Sivassporu. W latach 2014–2017 występował we francuskim klubie Stade Rennais. W latach 2017–2021 jako piłkarz Hull City oraz West Bromwich Albion występował na dwóch najwyższych poziomach rozgrywek w Anglii. W 2021 powrócił do rodzimej Pogoni Szczecin, z którą w sezonie 2021/2022 zdobył brązowy medal mistrzostw Polski. W 2022 został wybrany Ligowcem Roku w plebiscycie Piłki Nożnej, a w 2023 najlepszym piłkarzem sezonu 2022/2023 w Ekstraklasie.

## Kariera klubowa

### Pogoń Szczecin
Kamil Grosicki podczas swej kariery juniorskiej występował w Pogoni Szczecin. W 2005 dołączył do Pogoni II Szczecin, gdzie strzelił osiem goli. W tym samym roku dołączył również do Pogoni Szczecin, już jako senior. W najwyższej polskiej klasie rozgrywkowej zadebiutował 6 maja 2006 w zremisowanym bezbramkowo spotkaniu z Arką Gdynia, zmieniając w 86. minucie Ediego Andradinę. Po zakończeniu rozgrywek podpisał ze swoim klubem pięcioletni kontrakt.
W sezonie 2006/2007 Grosicki coraz częściej pojawiał się na boisku. 23 września 2006, w 90. minucie meczu z Górnikiem Łęczna, strzelił swojego pierwszego gola w Ekstraklasie i tym samym przypieczętował zwycięstwo swojego zespołu. Miesiąc później zdobył honorową bramkę dla Pogoni w pojedynku z Zagłębiem Lubin. Do siatki rywala trafił również w meczu Pucharu Ekstraklasy z Arką Gdynia. W sezonie 2006/2007 wystąpił łącznie w 26 spotkaniach w których zdobył 3 gole i zanotował 4 asysty. Pogoń zajęła ostatnie, szesnaste miejsce w tabeli i na skutek rozwiązania spółki piłkarskiej, kolejny sezon rozpoczęła w czwartej lidze.

### Legia Warszawa
19 czerwca 2007, Grosicki związał się czteroletnim kontraktem z trzecią drużyną sezonu 2006/2007 – Legią Warszawa. Zadebiutował w niej pod koniec lipca w wygranym 1:0 meczu z Cracovią. 25 sierpnia 2007 w spotkaniu z Zagłębiem Sosnowiec po raz pierwszy zagrał w podstawowym składzie i strzelił swojego pierwszego gola dla Legii. Grosicki spisywał się obiecująco, jednak pojawiały się wokół niego informacje o problemach piłkarza z hazardem. Problemy pozasportowe z czasem zaczęły przekładać się na jego postawę na boisku. Zawodnik popadł w długi, które klub spłacał, przekazując na ich poczet wynagrodzenie piłkarza. Pod koniec listopada 2007, cztery kolejki przed końcem rundy jesiennej, klub wysłał go na kilka tygodni do specjalistycznej kliniki leczącej uzależnienia mieszczącej się na Mazurach.

### FC Sion
W lutym 2008 został wypożyczony z opcją pierwokupu do szwajcarskiego FC Sion, do 31 grudnia 2008. W jego barwach zadebiutował w połowie marca w spotkaniu z FC Basel, w którym grał do 53. minuty. Grosicki nie potrafił jednak wykorzystać swojej nowej szansy. Mieszkając na terenie klubu, kilka razy z rzędu spóźnił się na trening, dwa razy spowodował też stłuczkę samochodową, nie mając prawa jazdy. Nie potrafiono do niego dotrzeć, ponieważ zrezygnował on z opłacanych przez klub lekcji języka francuskiego. Działacze Sionu zawiedli się na nim i postanowili zrobić mu na złość. Wykorzystując jego naiwność i ignorancję, podłożyli mu do podpisania, napisany po francusku dokument, w którym Grosicki, nieświadomie zrzekł się swoich zarobków do końca roku.
W sezonie 2007/2008 Grosicki zagrał łącznie osiem meczów w Axpo Super League, w których zdobył dwa gole. Sezon 2008/2009 rozpoczął w rezerwach Sionu, występujących w trzeciej klasie rozgrywkowej w Szwajcarii. Następnie powrócił do Szczecina i rozpoczął indywidualne treningi, choć jego zatrudnieniem zainteresowanych było kilka klubów szwajcarskiej ekstraklasy. Gotowość na sprowadzenie zawodnika wyraziła również Jagiellonia Białystok, która chciała pozyskać go na zasadzie podwójnego wypożyczenia. Sam zawodnik nie był jednak zainteresowany ponownymi występami w Polsce.

### Jagiellonia Białystok
Ostatecznie w grudniu 2008, Grosicki za 63 tys. złotych, został wypożyczony z opcją pierwokupu do Jagiellonii Białystok. Zadebiutował w niej pod koniec lutego w wygranym 3:0 meczu z Arką Gdynia, w którym był wyróżniającym się zawodnikiem. 13 marca 2009 zagrał w pojedynku z Legią Warszawa, z której został wcześniej wypożyczony. W umowie pomiędzy klubami Jagiellonia zobowiązał się do zapłacenia stołecznej drużynie 50 tysięcy złotych, jeżeli Grosicki zagrałby przeciwko nim. W dalszej części sezonu regularnie występował w drużynie, stając się jej kluczowym zawodnikiem- notował gole i asysty (między innymi ważne trafienie z Ruchem Chorzów dające Jagiellonii zwycięstwo). Obok Tomasza Frankowskiego był uznawany za najlepszego, w tamtym czasie, zawodnika Jagiellonii. Łącznie zagrał w 13 meczach w których zdobył cztery bramki i zaliczył tyle samo asyst. Jego klub uplasował się w ligowej tabeli na ósmym miejscu.

W czerwcu 2009 Jagiellonia wykupiła Grosickiego na stałe. Zarząd klubu zapłacił za piłkarza pół miliona złotych. Grosickim w przerwie letniej interesowały się czołowe greckie kluby, lecz do transferu nie doszło. Przed jednym z treningów przygotowawczych do sezonu 2009/2010 piłkarz pojawił się na zajęciach w stanie wskazującym na spożycie alkoholu. Uwagę otoczenia przykuło jego nienaturalne zachowanie. Zawodnik odmówił poddania się badaniu krwi, na które nalegał trener drużyny Michał Probierz. Szkoleniowiec był na tyle zbulwersowany zachowaniem piłkarza, iż zagroził władzom klubu, swoim odejściem, jeśli zawodnik zostanie w klubie. W konsekwencji Grosicki nie został powołany na pierwsze zgrupowanie drużyny przed zbliżającymi się rozgrywkami.

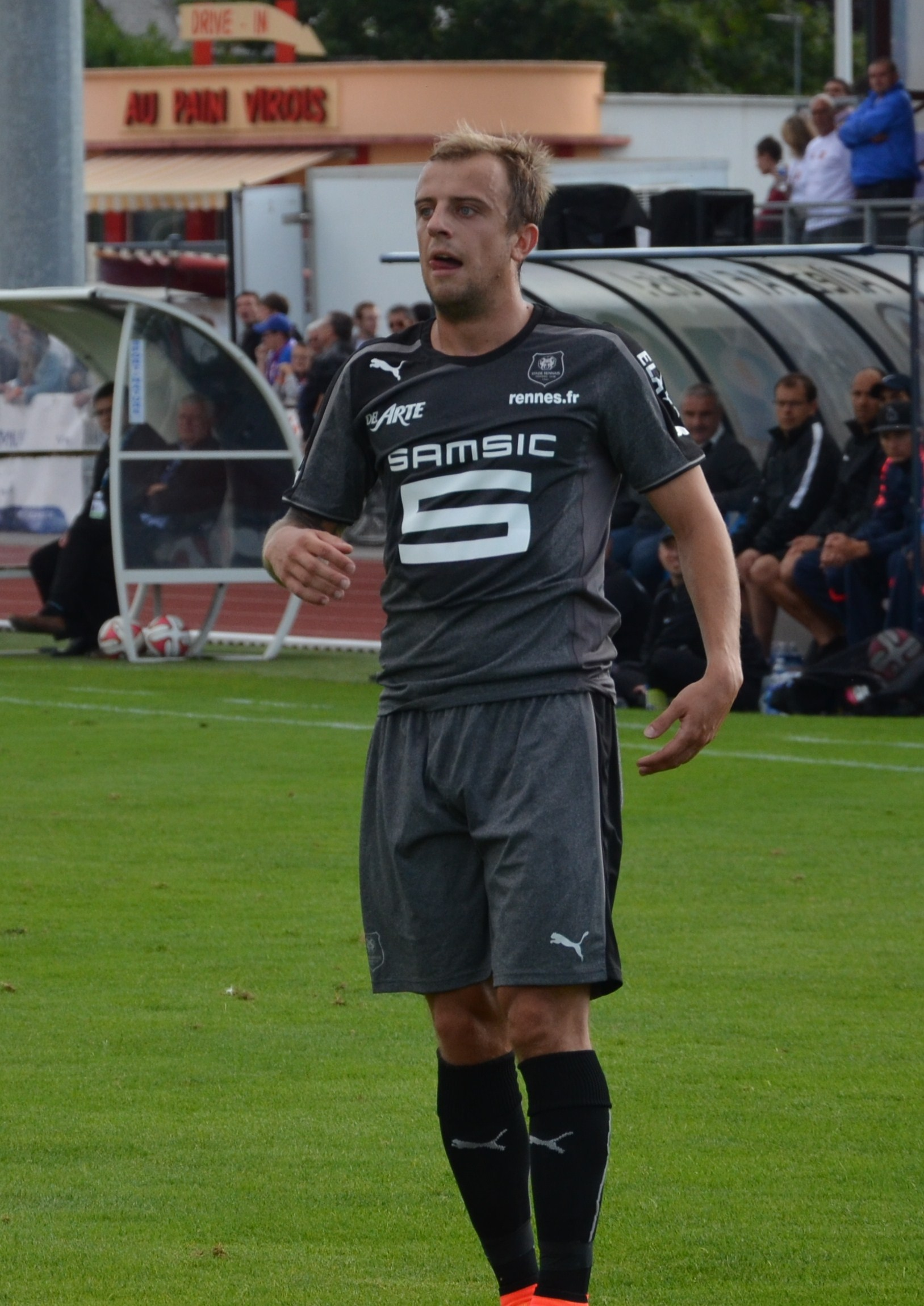
Kamil Grosicki podczas meczu towarzyskiego Stade Rennais (2014)

Ostatecznie Grosicki i Probierz pozostali w zespole. Zawodnik swoje występy w sezonie 2009/2010 rozpoczął od meczu z Odrą Wodzisław Śląski, w którym golem w drugiej połowie zapewnił Jagiellonii zwycięstwo. We wrześniu, w spotkaniu Pucharu Polski z GKS-em Tychy pojawił się na boisku w 71. minucie za Remigiusza Jezierskiego i w ostatnich sekundach dogrywki strzelił zwycięskiego gola. Na początku października zagrał w meczu z Legią. Od początku pojedynku ze stołecznym zespołem swoją szybkością sprawiał ogromne kłopoty defensywie stołecznej drużyny. W 32. minucie ośmieszył obrońców Legii i zdobył pierwszą bramkę meczu. W drugiej połowie mocnym strzałem w długi róg pokonał po raz drugi bramkarza rywali, Jána Muchę. Spotkanie zakończyło się zwycięstwem Jagiellonii 2:0. W grudniu zainteresowanie zawodnikiem wyraził trener Wisły Kraków, Maciej Skorża. Z menadżerem Grosickiego, Mariuszem Piekarskim kontaktowali się również działacze Metalista Charków.
W rundzie wiosennej sezonu 2009/2010 Grosicki strzelił jednego gola, przyczyniając się do wygranej z Arką Gdynia. Wraz z Jagiellonią dotarł do finału Pucharu Polski, w którym 22 maja białostocki klub zmierzył się z pierwszoligową Pogonią Szczecin. W decydującym meczu Grosicki wystąpił przez pełne 90 minut. Spotkanie zakończyło się zwycięstwem Jagiellonii i zdobyciem przez nią pucharu.
W sezonie 2010/2011 Grosicki zadebiutował w europejskich pucharach – dwukrotnie wystąpił w dwumeczu z greckim Arisem Saloniki w ramach III rundy kwalifikacji do Ligi Europy. Wraz z Jagiellonią sięgnął także po Superpuchar Polski, który białostoccy piłkarze wywalczyli po zwycięstwie nad ówczesnym mistrzem Polski, Lechem Poznań. W ligowym spotkaniu z tym zespołem, rozegranym pod koniec sierpnia 2010, Grosicki zaliczył asystę przy bramce Tomasza Frankowskiego oraz sam strzelił gola, przyczyniając się do zwycięstwa. Pojawiały się informacje o zainteresowaniu piłkarzem Chievo Verona, Aston Villi lub tureckiego Bursasporu. Sam zawodnik ogłosił, że zostaje w polskiej drużynie, choć rzeczywiście myślał nad odejściem. W rundzie jesiennej Grosicki spisywał się bardzo dobrze, należał do czołowych zawodników ligi i był jednym z filarów Jagiellonii, która 2010 rok zakończyła na pierwszym miejscu w tabeli.

### Sivasspor
10 stycznia 2011 Kamil Grosicki podpisał 3,5-letni kontrakt z tureckim Sivassporem (kwota transferu 900 tys. euro). 23 stycznia 2011 zadebiutował w nowym klubie, w przegranym 0:1 spotkaniu z Galatasaray SK, w którym należał do wyróżniających się zawodników. Pomimo tego, że nie przepracował z zespołem całego okresu przygotowawczego szybko wywalczył miejsce w podstawowym składzie. Pierwszego gola strzelił na początku lutego w spotkaniu przeciwko mistrzowi Turcji, Bursasporowi. W następnej kolejce z Trabzonsporem zdobył drugiego gola, a w pojedynku z Manisasporem strzelił hat tricka, przyczyniając się do zwycięstwa 4:2. Łącznie w barwach Sivassporu, Grosicki, rozegrał 104 spotkania, w których strzelił 16 goli i zanotował 26 asyst.

### Stade Rennais

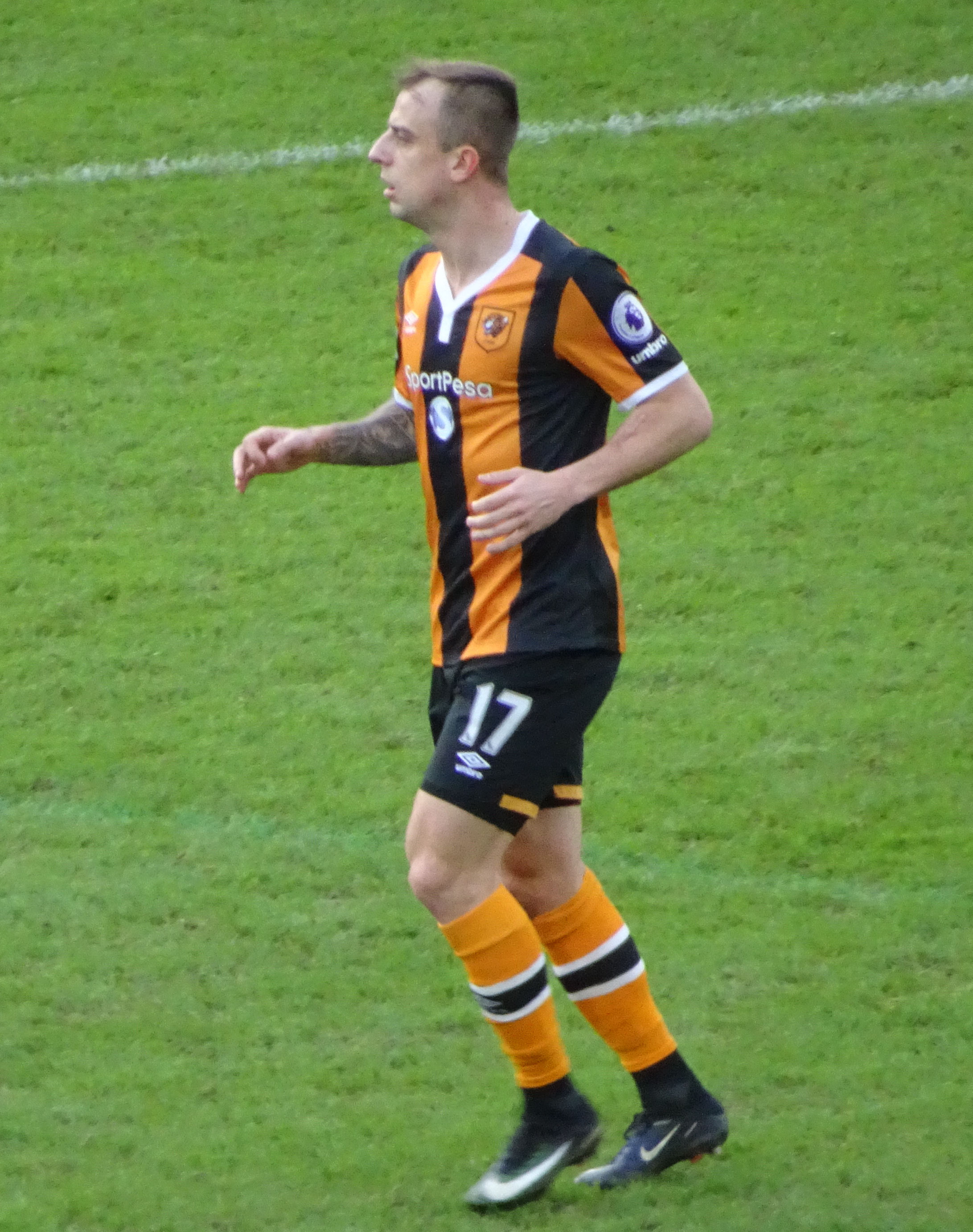
Kamil Grosicki w barwach Hull City, w swoim debiutanckim meczu w Premier League z Liverpoolem (2017)

29 stycznia 2014 roku podpisał trzyipółletni kontrakt z francuskim klubem Stade Rennais (kwota transferu 800 tys. euro). W nowym klubie zadebiutował 2 lutego 2014 w meczu Ligue 1 z Olympique Lyon (2:0). Zawodnik wszedł na boisko w 64. minucie spotkania i dwie minuty później stworzył sytuację, po której jego drużyna zdobyła drugiego gola. 27 marca 2014 w meczu Pucharu Francji przeciwko Lille OSC, zdobył swoją pierwszą bramkę w nowym klubie. Na debiutanckie trafienie w Ligue 1, czekał do sezonu 2015/16, kiedy to 15 sierpnia 2015, w meczu 2. kolejki, pokonał on bramkarza Montpellier HSC. Wspomniany sezon okazał się przełomowym jeśli chodzi o występy i skuteczność Grosickiego we Francji. Polak zdobył w nim 9 bramek i zanotował 4 asysty. W styczniu 2017 francuski dziennik „L'Equipe”, określił go mianem najlepszego dżokera trwającego wówczas sezonu Ligue 1 (2016/17) a także pięciu ostatnich lat. Polski skrzydłowy zdobył w tym okresie po wejściu z ławki 10 goli i zanotował 4 asysty. W zespole początkowo występował z numerem 6, a następnie z numerem 10.

### Hull City
31 stycznia 2017 podpisał trzyipółletni kontrakt z angielskim klubem Hull City (kwota transferu 9 milionów euro). Zadebiutował w tym klubie 4 lutego 2017, w wygranym 2:0 meczu 24. kolejki Premier League z Liverpoolem. Polak spędził na boisku 80. minut i miał udział przy bramce Alfreda N'Diaye na 1:0. 4 maja 2017, kibice, w internetowym plebiscycie telewizji Sky Sports, wybrali go najlepszym zawodnikiem miesiąca kwietnia w Premier League. Polak otrzymał 61.181 na 93.000 oddanych głosów, wyprzedzając takich zawodników jak: Eden Hazard, Roberto Firmino, Christian Benteke, Christian Eriksen czy Dele Alli. W całej rundzie wiosennej sezonu 2016/17, wystąpił we wszystkich możliwych do rozegrania, 15 meczach swojej drużyny, notując 3 asysty i spadł z ekipą Hull City, z Premier League. 5 sierpnia 2017 w zremisowanym 1:1, meczu z Aston Villą, zadebiutował w Championship. Rozegrał wówczas 90. minut i zanotował asystę przy trafieniu Jarroda Bowena. 12 sierpnia 2017, w meczu 2. kolejki Championship z Burton Albion (4:1), strzelił swoją pierwszą bramkę dla Hull. 25 sierpnia 2017 w spotkaniu z Boltonem (4:0), strzelił bramkę a także zanotował 2 asysty i został wybrany zawodnikiem meczu. 6 grudnia 2017, jego bramka z meczu z Sheffield United, została wybrana golem listopada, natomiast 8 maja 2018, golem sezonu w Hull City. W sezonie 2017/18 wystąpił łącznie w 38 meczach Hull, strzelając 9 bramek i notując 5 asyst.

### West Bromwich Albion
31 stycznia 2020 podpisał 1,5-roczny kontrakt z West Bromwich Albion. Zadebiutował 9 lutego 2020 podczas wyjazdowego meczu Championship z Millwall notując asystę przy bramce Dara O'Shea na 2:0. 1 lipca w meczu z Sheffield Wednesday asystował przy bramce Matheusa Pereiry na 3:0. 5 lipca w wygranym 4:2 spotkaniu z Hull City zdobył swoją pierwszą bramkę dla West Bromu. Po strzelonym golu nie celebrował swojej radości, z szacunku do byłego klubu. 8 lipca asystował przy golu, którym wynik meczu z Derby County na 2:0 ustalił Grady Diangana. W drugiej części sezonu 2019/2020 wystąpił łącznie w 14 spotkaniach zespołu (głównie jako rezerwowy, stosunek 10:4) i awansował z zespołem do Premier League, wracając na najwyższy szczebel ligowy w Anglii po 3 latach występów w Championship. W sezonie 2020/2021 wystąpił w Premier League jako rezerwowy w meczu z Newcastle United (1:2) oraz w podstawowym składzie w spotkaniach z Wolverhamton Wanderers (3:2) oraz West Hamem United (1:2), w którym asystował przy bramce Matheusa Pereiry. Zagrał także w 5 meczach Premier League 2, zdobywając w nich 2 bramki i notując 2 asysty.

### Powrót do Pogoni Szczecin

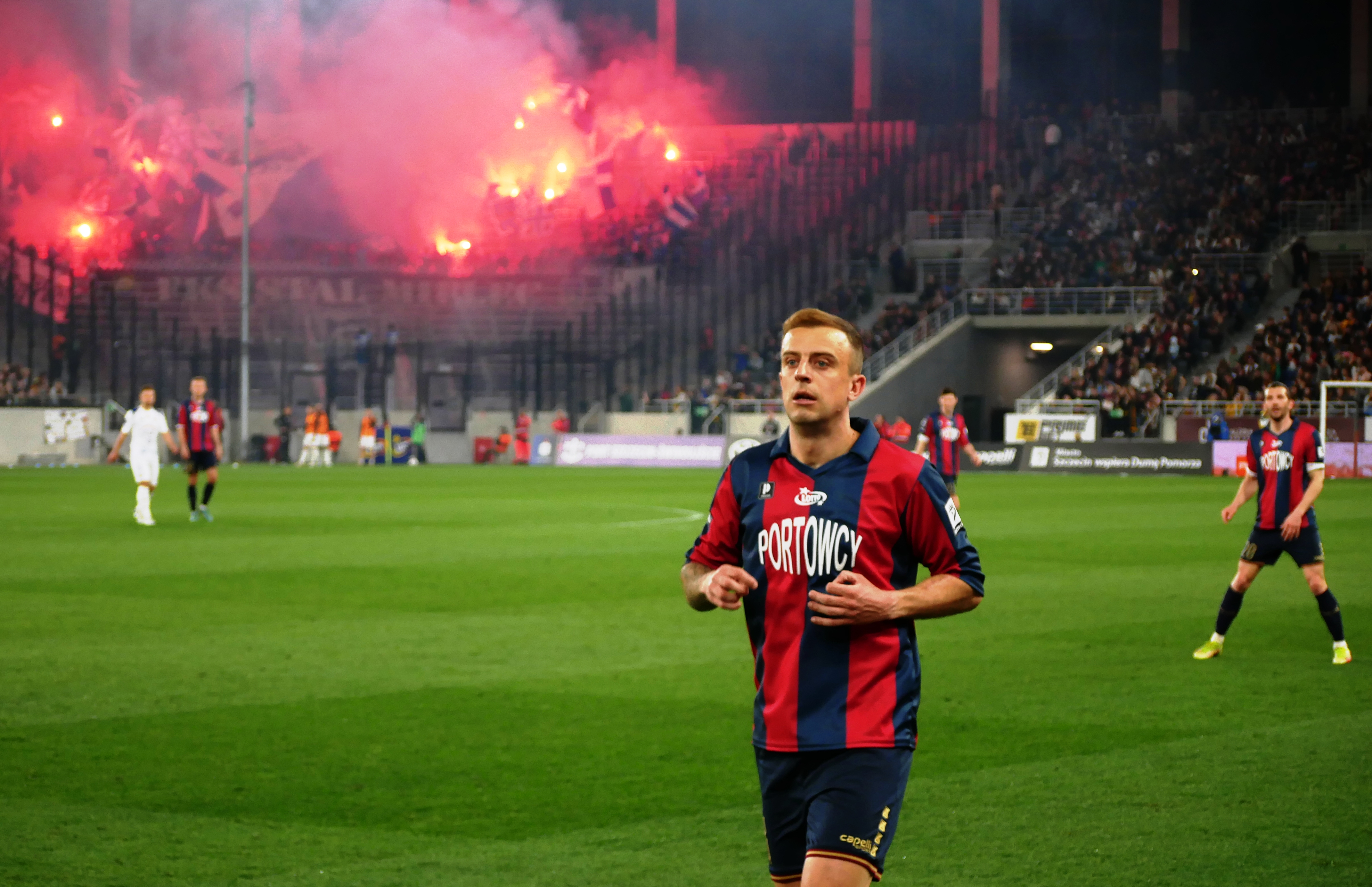
Kamil Grosicki w barwach Pogoni Szczecin (2023)

21 sierpnia 2021 podpisał dwuletni kontrakt z możliwością przedłużenia o rok z występującą w Ekstraklasie Pogonią Szczecin. Dla wychowanka drużyny z Pomorza był to powrót do klubu po czternastu latach. 28 sierpnia 2021 rozegrał pierwszy mecz po powrocie, występując w meczu z Lechem Poznań. 23 października strzelił swoją pierwszą bramkę w wygranym 4:1 meczu przeciwko Jagielloni Białystok. W rozgrywkach 2021/2022 wystąpił w 26 ligowych meczach Pogoni zdobywając w nich 9 goli i notując 6 asyst i sięgnął z drużyną po brązowy medal mistrzostw Polski. Następnie wystąpił z zespołem w kwalifikacjach do Ligi Konferencji Europy UEFA, gdzie Pogoń dotarła do 2. rundy (Grosicki zanotował asystę w zremisowanym 1:1, pierwszym meczu 2. rundy z Brøndby IF). Łącznie w sezonie 2022/2023 wystąpił w 34 ligowych meczach, notując 8 asyst i strzelając 13 goli, ustanawiając tym samym swój indywidualny rekord strzelecki podczas jednego sezonu w lidze. Pogoń zajęła wówczas 4. miejsce w Ekstraklasie. W lipcu 2023 przedłużył kontrakt z Pogonią do 30 czerwca 2026 i został ogłoszony kapitanem zespołu. Następnie ponownie wystąpił w kwalifikacjach Ligi Konferencji Europy UEFA, gdzie Pogoń dotarła do 3. rundy (Grosicki zdobył bramkę i zanotował 2 asysty w wygranym 5:2 meczu pierwszej rundy z Linfield). W sezonie 2023/2024 wystąpił z Pogonią w finale Pucharu Polski, w którym jego drużyna przegrała 1:2 (po dogrywce) z Wisłą Kraków (w tej edycji krajowego pucharu zdobywał bramki w 2. rundzie z Podbeskidziem Bielsko-Biała, w 1/8 finału z Górnikiem Zabrze oraz w półfinałowym meczu z Jagiellonią Białystok). W rozgrywkach Ekstraklasy zanotował pierwsze w swojej karierze ligowe double-double, zdobywając 13 bramek i notując 14 asyst.

## Kariera reprezentacyjna

### Kadry młodzieżowe
Karierę na arenie międzynarodowej rozpoczynał od występów w młodzieżowych reprezentacjach Polski. W sierpniu 2006 strzelił dwie bramki młodzieżowej reprezentacji Norwegii. W kadrze U-18 zdobył również gola w spotkaniu ze Stanami Zjednoczonymi. Podczas turnieju kwalifikacyjnego do Mistrzostw Europy U-19 rozgrywanego w Izraelu, w maju 2007, strzelił trzy z czterech goli strzelonych przez reprezentację Polski U-19 i został królem strzelców turnieju – zdobył po jednej bramce w meczach przeciwko juniorskim reprezentacjom Francji, Izraela i Słowacji.

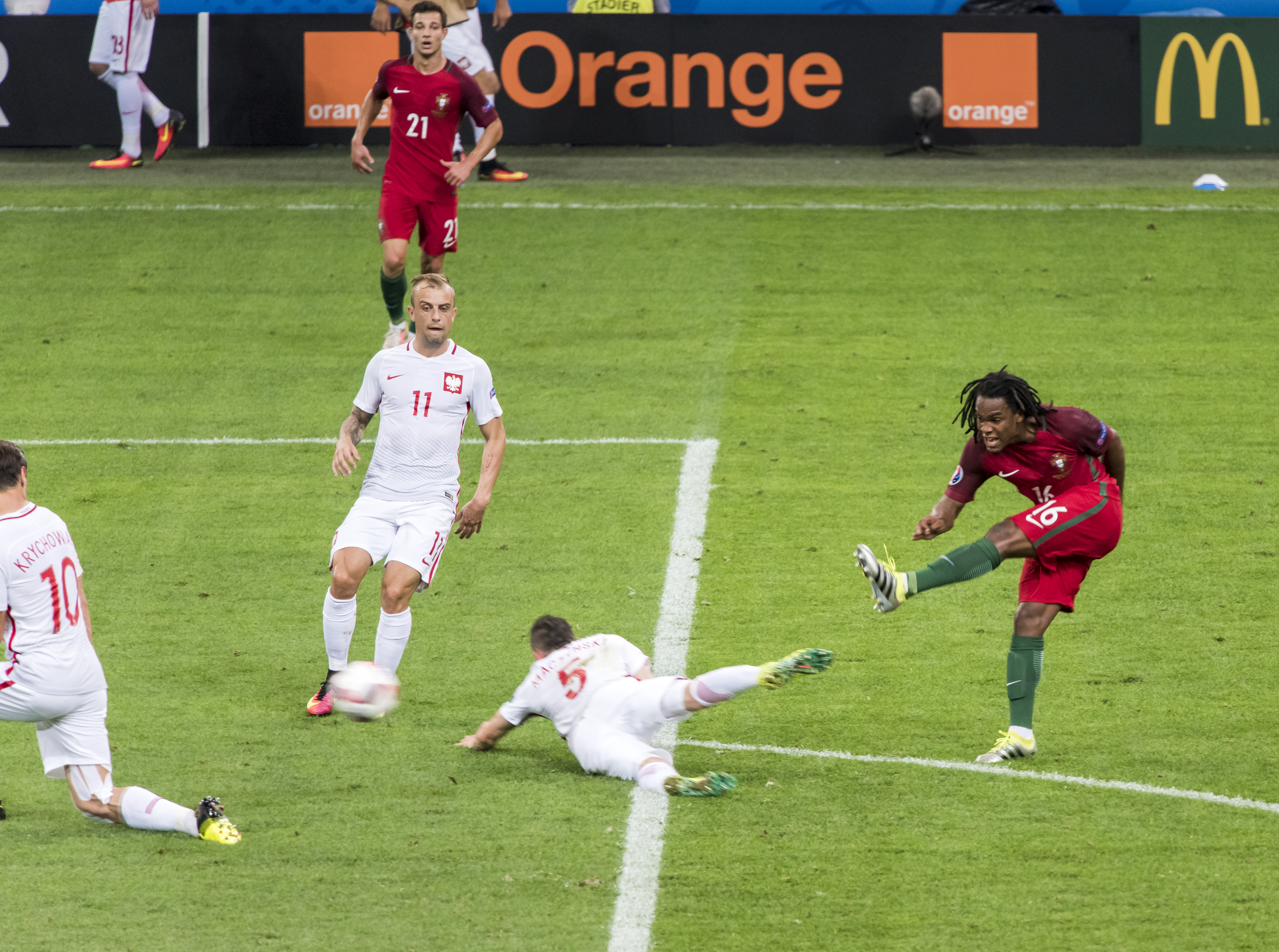
Kamil Grosicki podczas meczu ćwierćfinałowego Mistrzostw Europy 2016, Polska-Portugalia. Strzela Renato Sanches.

W czerwcu 2007, wraz z Maciejem Korzymem i Adamem Marciniakiem odmówił wyjazdu z reprezentacją U-20 na towarzyski turniej piłkarski do Jordanii, będący częścią cyklu przygotowań do Mistrzostw Świata U-20 w Kanadzie. Zawodnik tłumaczył się koniecznością sfinalizowania kontraktu z Legią i ogólnym zmęczeniem minionym sezonem. Zachowaniem tym wywołał spore poruszenie w sferach Polskiego Związku Piłki Nożnej i za karę cała wyżej wymieniona trójka na Mistrzostwa Świata nie pojechała oraz zamknęła sobie drogę do dalszych występów w drużynie. 18 września 2007, Wydział Szkolenia PZPN pozytywnie rozpatrzył prośbę Grosickiego, który wystąpił o anulowanie kary nałożonej na niego za odmowę wyjazdu z kadrą juniorów na zgrupowanie tuż przed mistrzostwami świata do lat 20. Na przywrócenie piłkarza do kadry narodowej najbardziej nalegał trener Andrzej Zamilski.

### Debiut w seniorskiej kadrze
W 2008, Leo Beenhakker po raz pierwszy powołał go do seniorskiej reprezentacji Polski. Zadebiutował w niej 2 lutego 2008, zmieniając Marka Zieńczuka w 80. minucie towarzyskiego meczu z Finlandią, rozgrywanego w Pafos, na Cyprze. Kilka chwil po wejściu na murawę miał szansę na zdobycie gola, jednak jego strzał prawą nogą z kilku metrów poszybował ponad bramką rywali. 27 lutego po raz drugi zagrał w kadrze, kiedy to wystąpił w wygranym 2:0 pojedynku z Estonią. We wrześniu 2009 roku został ponownie powołany do kadry przez nowego wówczas trenera, Stefana Majewskiego na eliminacyjne mecze z Czechami i Słowacją. W trakcie trwania zgrupowania, po przegranym meczu z Czechami i utracie szansy na awans do finałów turnieju w RPA, na prośbę trenera kadry U-21, Andrzeja Zamilskiego, Grosicki dołączył do kadry U-21, która w październiku grała o awans do Mistrzostw Europy U-21 w Piłce Nożnej 2011 w Danii (turniej ten był również eliminacją strefy UEFA na IO 2012 w Londynie).
We wrześniu 2010 Grosicki wystąpił w przegranym 1:2 spotkaniu z Australią, w którym zmienił kwadrans przed końcem Sławomira Peszkę. Następnie został powołany przez selekcjonera Franciszka Smudę na zgrupowanie w Stanach Zjednoczonych i Kanadzie. 12 października 2010, w 68. minucie meczu z Ekwadorem zmienił Euzebiusza Smolarka. Chwilę po wejściu na boisko, zainicjował akcję po której, gola dla Polski strzelił Ludovic Obraniak. W listopadzie 2010 został powołany na towarzyski mecz z Wybrzeżem Kości Słoniowej, w którym nie wystąpił. W grudniu zagrał przez pełne 90. minut w spotkaniu z Bośnią i Hercegowiną. W lutym 2011 wystąpił w wygranym 1:0 spotkaniu z Norwegią, w którym zmienił w 64. minucie Ireneusza Jelenia.

#### Euro 2012

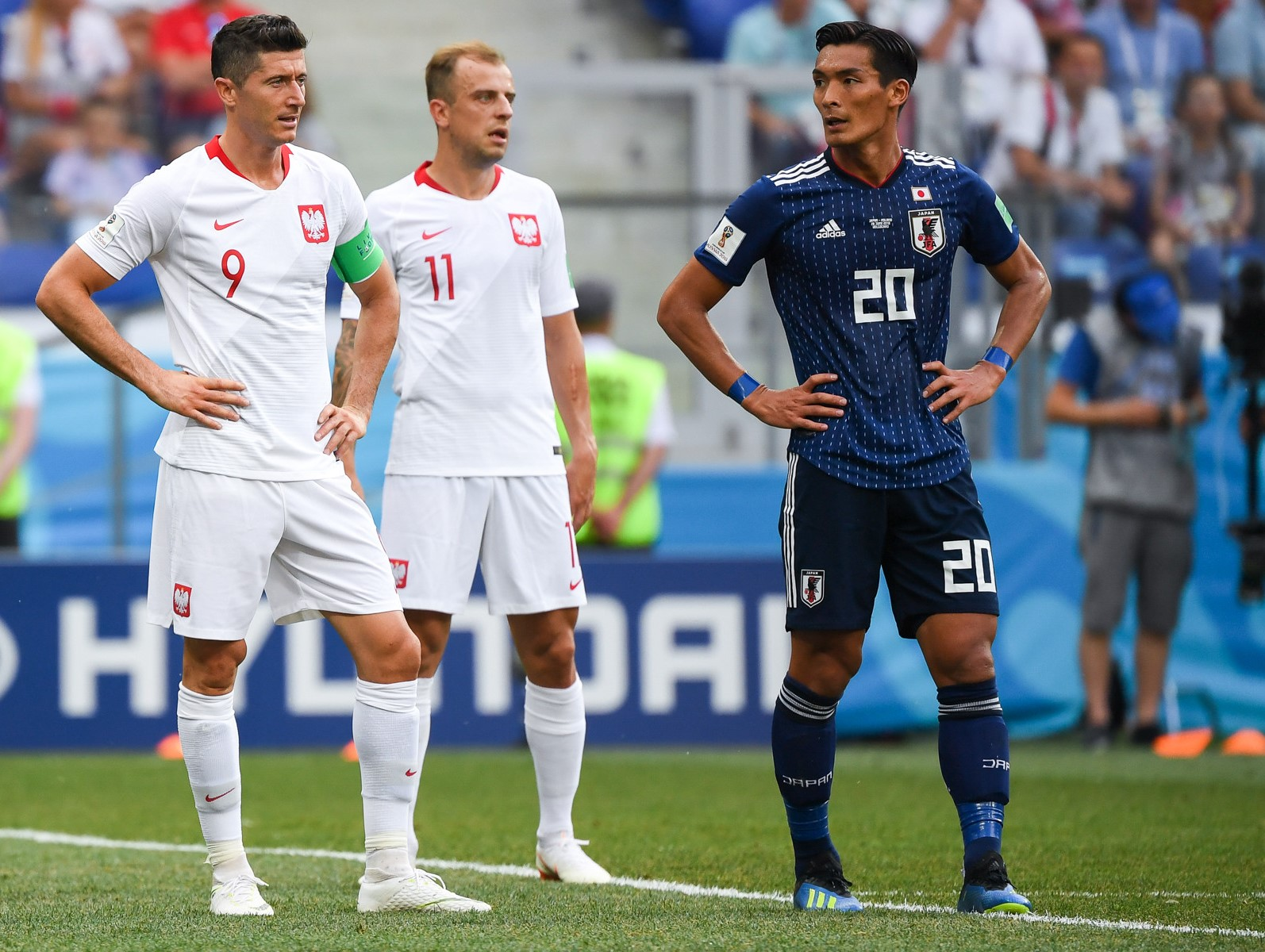
Robert Lewandowski, Kamil Grosicki i Tomoaki Makino podczas meczu Polska-Japonia (MŚ 2018)

W 2012 został powołany przez selekcjonera Franciszka Smudę na Mistrzostwa Europy 2012. Wystąpił w trzecim meczu fazy grupowej przeciwko reprezentacji Czech zmieniając w 56' minucie Eugena Polanskiego.

### Kadencja Adama Nawałki
Rozkwit kariery Grosickiego w reprezentacji Polski nastąpił za kadencji selekcjonera Adama Nawałki, u którego został podstawowym piłkarzem drużyny narodowej.
7 września 2014, w 11. minucie meczu eliminacji do ME 2016 z Gibraltarem, zdobył swoją pierwszą bramkę w reprezentacji. W 47. minucie strzelił kolejnego gola a spotkanie zakończyło się zwycięstwem biało-czerwonych 7:0
. Eliminacje zakończył z 4 bramkami i 5 asystami na koncie, a reprezentacja Polski z drugiego miejsca w grupie C awansowała na turniej rozgrywany we Francji.

#### Euro 2016
12 maja 2016 został powołany przez Adama Nawałkę do szerokiej kadry na Euro 2016, a 30 maja 2016 selekcjoner oficjalnie powołał go do ścisłego składu na Mistrzostwa Europy. Grosicki wystąpił we wszystkich pięciu meczach reprezentacji Polski na turnieju, w tym w trzech w pierwszym składzie i zanotował w nich dwie asysty - przy bramce Jakuba Błaszczykowskiego w meczu 1/8 finału ze Szwajcarią 1:1 (k. 5:4) i przy golu Roberta Lewandowskiego w ćwierćfinałowym meczu z Portugalią 1:1 (k. 3:5), gdzie Polska odpadła w konkursie rzutów karnych, osiągając najlepszy wynik w historii swoich występów na Mistrzostwach Europy.
Następnie był jednym z liderów drużyny, która z pierwszego miejsca w grupie E awansowała na rozgrywane w Rosji, Mistrzostwa Świata 2018. W eliminacjach rozegrał 9 meczów strzelając 3 bramki – gol po akcji indywidualnej z Rumunią (3:0), bramki z Armenią (6:1) i Czarnogórą (4:2), oraz notując 3 asysty – z Danią (3:2) oraz dwie z Armenią (6:1).
27 marca 2018 w towarzyskim spotkaniu z Koreą Południową, po raz pierwszy od dziewięciu lat rozgrywanym na Stadionie Śląskim w Chorzowie, strzelił 1400. bramkę w historii reprezentacji Polski, wcześniej notując również asystę przy bramce Roberta Lewandowskiego na 1:0. Przez ostatnie 20' minut spotkania pod nieobecność m.in. Lewandowskiego i Kamila Glika, grał z opaską kapitana reprezentacji. Mecz ostatecznie zakończył się zwycięstwem biało-czerwonych 3:2.

#### MŚ 2018

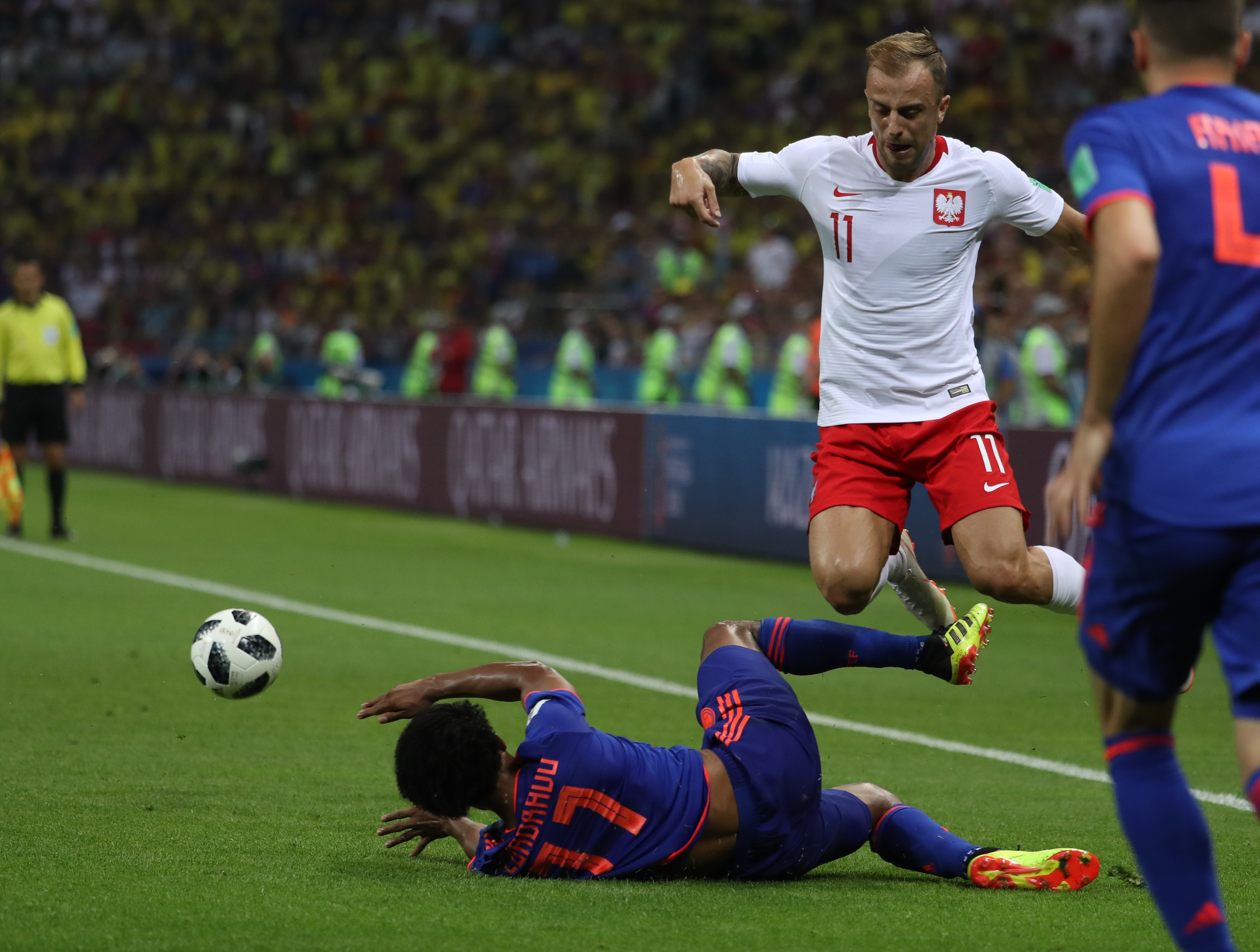
Kamil Grosicki podczas meczu z Kolumbią na MŚ 2018

4 czerwca 2018, selekcjoner Adam Nawałka oficjalnie powołał go do składu na Mistrzostwa Świata 2018. W pierwszym meczu fazy grupowej z Senegalem, zanotował asystę przy bramce Grzegorza Krychowiaka na 1:2. Wystąpił także w dwóch pozostałych meczach reprezentacji Polski na Mundialu – z Kolumbią (0:3) oraz z Japonią (1:0), a drużyna odpadła z turnieju po fazie grupowej.
20 listopada 2018 był kapitanem reprezentacji Polski w meczu Ligi Narodów UEFA z Portugalią (1:1). Następnie był podstawowym zawodnikiem podczas cyklu eliminacyjnego do Mistrzostw Europy 2020 występując w dziewięciu z dziesięciu możliwych do rozegrania meczów – 10 czerwca 2019 zdobył bramkę w wygranym 4:0 meczu z Izraelem, 10 października 2019 asystował przy dwóch bramkach Roberta Lewandowskiego z Łotwą (3:0), a 19 listopada 2019 przy golu Jacka Góralskiego ze Słowenią (3:2). 7 września 2020 zdobył bramkę i asystował przy golu Kamila Glika w meczu Ligi Narodów UEFA z Bośnią i Hercegowiną. 7 października 2020 wystąpił jako kapitan i zdobył hattricka w meczu towarzyskim z Finlandią (5:0). Następnie był regularnie powoływany przez selekcjonera Jerzego Brzęczka i występował w meczach dywizji A Ligi Narodów UEFA.
15 listopada 2020 przeciwko Holandii rozegrał 80. spotkanie w reprezentacji i dołączył do Klubu Wybitnego Reprezentanta.
5 marca 2021 selekcjoner Paulo Sousa powołał go na mecze eliminacji Mistrzostw Świata 2022 z Węgrami, Andorą i Anglią. Wystąpił we wszystkich meczach jako rezerwowy, notując asystę przy bramce Karola Świderskiego w meczu z Andorą (3:0). Następnie, w maju 2021, znalazł się na liście rezerwowej zawodników przewidzianych do udziału w Mistrzostwach Europy 2020. Do kadry powrócił w marcu 2022 kiedy selekcjoner Czesław Michniewicz powołał go na spotkanie towarzyskie ze Szkocją (1:1), w którym wystąpił jako rezerwowy. W tej samej roli wystąpił również w meczach Ligi Narodów z Walią (2:1) i Belgią (0:1) oraz meczu towarzyskim z Chile (1:0).

#### MŚ 2022
10 listopada 2022 został powołany przez Czesława Michniewicza do kadry na Mistrzostwa Świata 2022. Nie wystąpił w meczach fazy grupowej, wszedł na boisko w 87. minucie meczu 1/8 finału z Francją i wywalczył rzut karny, który, zdobywając bramkę na 1:3, wykorzystał Robert Lewandowski.
W marcu 2023 nie znalazł się na pierwszej liście powołań selekcjonera Fernando Santosa, natomiast do kadry powrócił na drugim zgrupowaniu za jego kadencji, otrzymując powołanie na mecze eliminacji mistrzostw Europy z Wyspami Owczymi i Albanią, w których wystąpił jako rezerwowy. 5 października 2023 znalazł się na liście powołań selekcjonera Michała Probierza. Jako rezerwowy wystąpił w zremisowanych 1:1 meczach z Mołdawią i Czechami. 21 listopada 2023 w meczu towarzyskim z Łotwą, w 78. minucie zmienił Sebastiana Szymańskiego i przejął opaskę kapitana. W marcu 2024 został powołany do reprezentacji na spotkania barażowe eliminacji do mistrzostw Europy 2024, gdzie Polska mierzyła się z Estonią (5:1) i Walią (0:0, k. 5:4). W obu spotkaniach był rezerwowym i nie zanotował występu. Następnie otrzymał powołanie na spotkania towarzyskie z Ukrainą (3:1) i Turcją (2:1), w których nie wystąpił.

#### Euro 2024
7 czerwca 2024 selekcjoner Michał Probierz powołał go do kadry na Mistrzostwa Europy 2024. Na turnieju wystąpił w drugim meczu fazy grupowej z Austrią (1:3), zmieniając w 75. minucie spotkania Bartosza Slisza.
24 czerwca 2024 ogłosił zakończenie kariery reprezentacyjnej, a 6 czerwca 2025 zagrał w pożegnalnym meczu towarzyskim z Mołdawią. Był to 95. występ w reprezentacji.

## Statystyki

### Klubowe
(aktualne na dzień 25 kwietnia 2025)
| Klub                         | Sezon                   | Liga                    | Liga  | Liga   | Liga   | Puchar kraju | Puchar kraju | Puchar kraju | Europa | Europa | Europa | Suma  | Suma   | Suma   |
| Klub                         | Sezon                   | Liga                    | Mecze | Bramki | Asysty | Mecze        | Bramki       | Asysty       | Mecze  | Bramki | Asysty | Mecze | Bramki | Asysty |
| ---------------------------- | ----------------------- | ----------------------- | ----- | ------ | ------ | ------------ | ------------ | ------------ | ------ | ------ | ------ | ----- | ------ | ------ |
| Pogoń Szczecin               | 2005/2006               | Ekstraklasa             | 2     | 0      | 0      | —            | —            | —            | —      | —      | —      | 2     | 0      | 0      |
| Pogoń Szczecin               | 2006/2007               | Ekstraklasa             | 21    | 2      | 4      | 5            | 1            | 0            | —      | —      | —      | 26    | 3      | 4      |
| Legia Warszawa               | 2007/2008               | Ekstraklasa             | 11    | 1      | 0      | 3            | 0            | 0            | —      | —      | —      | 14    | 1      | 0      |
| FC Sion (wyp.)               | 2007/2008               | Super League            | 8     | 2      | 2      | —            | —            | —            | —      | —      | —      | 8     | 2      | 2      |
| Jagiellonia Białystok (wyp.) | 2008/2009               | Ekstraklasa             | 13    | 4      | 4      | —            | —            | —            | —      | —      | —      | 13    | 4      | 4      |
| Jagiellonia Białystok        | 2009/2010               | Ekstraklasa             | 30    | 4      | 6      | 7            | 1            | 6            | —      | —      | —      | 37    | 5      | 12     |
| Jagiellonia Białystok        | 2010/2011               | Ekstraklasa             | 15    | 6      | 3      | 3            | 0            | 1            | 2      | 0      | 1      | 20    | 6      | 5      |
| Jagiellonia Białystok        | Łącznie w Jagiellonii   | Łącznie w Jagiellonii   | 58    | 14     | 13     | 10           | 1            | 7            | 2      | 0      | 1      | 70    | 15     | 21     |
| Sivasspor                    | 2010/2011               | Süper Lig               | 17    | 5      | 4      | —            | —            | —            | —      | —      | —      | 17    | 5      | 4      |
| Sivasspor                    | 2011/2012               | Süper Lig               | 34    | 6      | 9      | 2            | 0            | 0            | 6      | 1      | 4      | 42    | 7      | 13     |
| Sivasspor                    | 2012/2013               | Süper Lig               | 28    | 2      | 6      | 10           | 1            | 3            | —      | —      | —      | 38    | 3      | 9      |
| Sivasspor                    | 2013/2014               | Süper Lig               | 5     | 0      | 0      | 2            | 1            | 0            | —      | —      | —      | 7     | 1      | 0      |
| Sivasspor                    | Łącznie w Sivassporze   | Łącznie w Sivassporze   | 84    | 13     | 19     | 14           | 2            | 3            | 6      | 1      | 4      | 104   | 16     | 26     |
| Stade Rennais                | 2013/2014               | Ligue 1                 | 13    | 0      | 3      | 4            | 2            | 0            | —      | —      | —      | 17    | 2      | 3      |
| Stade Rennais                | 2014/2015               | Ligue 1                 | 19    | 0      | 3      | 2            | 0            | 0            | —      | —      | —      | 21    | 0      | 3      |
| Stade Rennais                | 2015/2016               | Ligue 1                 | 33    | 9      | 4      | 3            | 0            | 0            | —      | —      | —      | 36    | 9      | 4      |
| Stade Rennais                | 2016/2017               | Ligue 1                 | 16    | 4      | 3      | 2            | 0            | 0            | —      | —      | —      | 18    | 4      | 3      |
| Stade Rennais                | Łącznie w Stade Rennais | Łącznie w Stade Rennais | 81    | 13     | 13     | 11           | 2            | 0            | 0      | 0      | 0      | 92    | 15     | 13     |
| Hull City                    | 2016/2017               | Premier League          | 15    | 0      | 5      | —            | —            | —            | —      | —      | —      | 15    | 0      | 5      |
| Hull City                    | 2017/2018               | Championship            | 37    | 9      | 6      | 1            | 0            | 0            | —      | —      | —      | 38    | 9      | 6      |
| Hull City                    | 2018/2019               | Championship            | 39    | 9      | 12     | 1            | 0            | 0            | —      | —      | —      | 40    | 9      | 12     |
| Hull City                    | 2019/2020               | Championship            | 28    | 7      | 4      | 2            | 1            | 0            | —      | —      | —      | 30    | 7      | 4      |
| Hull City                    | Łącznie w Hull City     | Łącznie w Hull City     | 119   | 25     | 27     | 4            | 1            | 0            | 0      | 0      | 0      | 123   | 26     | 27     |
| West Bromwich Albion         | 2019/2020               | Championship            | 14    | 1      | 3      | 0            | 0            | 0            | —      | —      | —      | 14    | 1      | 3      |
| West Bromwich Albion         | 2020/2021               | Premier League          | 3     | 0      | 1      | 2            | 0            | 1            | —      | —      | —      | 5     | 0      | 2      |
| West Bromwich Albion         | Łącznie w WBA           | Łącznie w WBA           | 17    | 1      | 4      | 2            | 0            | 1            | 0      | 0      | 0      | 19    | 1      | 5      |
| Pogoń Szczecin               | 2021/2022               | Ekstraklasa             | 26    | 9      | 6      | 1            | 0            | 1            | —      | —      | —      | 27    | 9      | 7      |
| Pogoń Szczecin               | 2022/2023               | Ekstraklasa             | 34    | 13     | 8      | 2            | 0            | 1            | 4      | 0      | 1      | 40    | 13     | 10     |
| Pogoń Szczecin               | 2023/2024               | Ekstraklasa             | 34    | 13     | 14     | 5            | 2            | 1            | 4      | 1      | 2      | 43    | 16     | 17     |
| Pogoń Szczecin               | 2024/2025               | Ekstraklasa             | 33    | 7      | 12     | 6            | 3            | 3            | —      | —      | —      | 39    | 10     | 15     |
| Łącznie w Pogoni             | Łącznie w Pogoni        | Łącznie w Pogoni        | 150   | 44     | 44     | 19           | 6            | 6            | 8      | 1      | 3      | 177   | 51     | 53     |
| Łącznie w karierze           | Łącznie w karierze      | Łącznie w karierze      | 528   | 113    | 122    | 63           | 12           | 17           | 16     | 2      | 8      | 607   | 127    | 147    |

### Reprezentacyjne
(aktualne na dzień 6 czerwca 2025)
| Reprezentacja | Rok     | Mecze | Bramki |
| ------------- | ------- | ----- | ------ |
| Polska        | 2008    | 2     | 0      |
| Polska        | 2009    | 1     | 0      |
| Polska        | 2010    | 3     | 0      |
| Polska        | 2011    | 4     | 0      |
| Polska        | 2012    | 9     | 0      |
| Polska        | 2013    | 3     | 0      |
| Polska        | 2014    | 5     | 2      |
| Polska        | 2015    | 8     | 4      |
| Polska        | 2016    | 13    | 3      |
| Polska        | 2017    | 7     | 2      |
| Polska        | 2018    | 9     | 1      |
| Polska        | 2019    | 9     | 1      |
| Polska        | 2020    | 7     | 4      |
| Polska        | 2021    | 3     | 0      |
| Polska        | 2022    | 5     | 0      |
| Polska        | 2023    | 5     | 0      |
| Polska        | 2024    | 1     | 0      |
| Polska        | 2025    | 1     | 0      |
| Ogólnie       | Ogólnie | 95    | 17     |

| Mecze i gole w reprezentacji | Mecze i gole w reprezentacji | Mecze i gole w reprezentacji | Mecze i gole w reprezentacji | Mecze i gole w reprezentacji | Mecze i gole w reprezentacji | Mecze i gole w reprezentacji                                              |
| Lp.                          | Data                         | Miasto                       | Przeciwnik                   | Wynik                        | Grał                         | Uwagi                                                                     |
| ---------------------------- | ---------------------------- | ---------------------------- | ---------------------------- | ---------------------------- | ---------------------------- | ------------------------------------------------------------------------- |
| 1.                           | 02.02.2008                   | Pafos                        | Finlandia                    | 1:0                          | od 80'                       | mecz towarzyski, (nieuznawany przez FIFA), zmienił Marka Zieńczuka        |
| 2.                           | 27.02.2008                   | Wronki                       | Estonia                      | 2:0                          | do 62'                       | mecz towarzyski, zmieniony przez Konrada Gołosia                          |
| 3.                           | 10.10.2009                   | Praga                        | Czechy                       | 0:2                          | do 80'                       | elim. MŚ 2010, zmieniony przez Dawida Janczyka                            |
| 4.                           | 07.09.2010                   | Kraków                       | Australia                    | 1:2                          | od 75'                       | mecz towarzyski, zmienił Sławomira Peszkę                                 |
| 5.                           | 12.10.2010                   | Montreal                     | Ekwador                      | 2:2                          | od 68'                       | mecz towarzyski, zmienił Euzebiusza Smolarka                              |
| 6.                           | 10.12.2010                   | Antalya                      | Bośnia i Hercegowina         | 2:2                          | 90'                          | mecz towarzyski                                                           |
| 7.                           | 09.02.2011                   | Faro                         | Norwegia                     | 1:0                          | od 64'                       | mecz towarzyski, zmienił Ireneusza Jelenia                                |
| 8.                           | 25.03.2011                   | Kowno                        | Litwa                        | 0:2                          | od 46'                       | mecz towarzyski, zmienił Adriana Mierzejewskiego                          |
| 9.                           | 29.03.2011                   | Pireus                       | Grecja                       | 0:0                          | od 77'                       | mecz towarzyski, zmienił Sławomira Peszkę                                 |
| 10.                          | 05.06.2011                   | Warszawa                     | Argentyna                    | 2:1                          | do 56'                       | mecz towarzyski, zmieniony przez Pawła Brożka                             |
| 11.                          | 29.02.2012                   | Warszawa                     | Portugalia                   | 0:0                          | od 67'                       | mecz towarzyski, zmienił Ireneusza Jelenia                                |
| 12.                          | 22.05.2012                   | Klagenfurt                   | Łotwa                        | 1:0                          | 90'                          | mecz towarzyski, asysta                                                   |
| 13.                          | 02.06.2012                   | Warszawa                     | Andora                       | 4:0                          | od 79'                       | mecz towarzyski, zmienił Eugena Polanskiego                               |
| 14.                          | 16.06.2012                   | Wrocław                      | Czechy                       | 0:1                          | od 56'                       | ME 2012, zmienił Eugena Polanskiego                                       |
| 15.                          | 16.08.2012                   | Tallin                       | Estonia                      | 0:1                          | od 57'                       | mecz towarzyski, zmienił Macieja Rybusa                                   |
| 16.                          | 07.09.2012                   | Podgorica                    | Czarnogóra                   | 2:2                          | do 46'                       | elim. MŚ 2014, zmieniony przez Adriana Mierzejewskiego                    |
| 17.                          | 12.10.2012                   | Warszawa                     | Południowa Afryka            | 1:0                          | od 46'                       | mecz towarzyski, zmienił Arkadiusza Piecha, asysta                        |
| 18.                          | 17.10.2012                   | Warszawa                     | Anglia                       | 1:1                          | do 70'                       | elim. MŚ 2014, zmieniony przez Arkadiusza Milika                          |
| 19.                          | 14.11.2012                   | Gdańsk                       | Urugwaj                      | 1:3                          | do 73'                       | mecz towarzyski, zmieniony przez Jakuba Błaszczykowskiego                 |
| 20.                          | 06.02.2013                   | Dublin                       | Irlandia                     | 0:2                          | od 46'                       | mecz towarzyski, zmienił Szymona Pawłowskiego                             |
| 21.                          | 26.03.2013                   | Warszawa                     | San Marino                   | 5:0                          | 90'                          | elim. MŚ 2014, asysta                                                     |
| 22.                          | 04.06.2013                   | Kraków                       | Liechtenstein                | 2:0                          | do 46'                       | mecz towarzyski, zmieniony przez Piotra Zielińskiego                      |
| 23.                          | 06.06.2014                   | Gdańsk                       | Litwa                        | 2:1                          | do 72'                       | mecz towarzyski, zmieniony przez Pawła Olkowskiego, asysta                |
| 24.                          | 07.09.2014                   | Faro                         | Gibraltar                    | 7:0                          | do 78'                       | elim. ME 2016, zmieniony przez Filipa Starzyńskiego,                      |
| 25.                          | 11.10.2014                   | Warszawa                     | Niemcy                       | 2:0                          | do 71'                       | elim. ME 2016, zmieniony przez Waldemara Sobotę                           |
| 26.                          | 14.10.2014                   | Warszawa                     | Szkocja                      | 2:2                          | do 89'                       | elim. ME 2016, zmieniony przez Michała Żyrę                               |
| 27.                          | 14.11.2014                   | Tbilisi                      | Gruzja                       | 4:0                          | do 69'                       | elim. ME 2016, zmieniony przez Macieja Rybusa                             |
| 28.                          | 13.06.2015                   | Warszawa                     | Gruzja                       | 4:0                          | do 80'                       | elim. ME 2016, zmieniony przez Tomasza Jodłowca                           |
| 29.                          | 16.06.2015                   | Gdańsk                       | Grecja                       | 0:0                          | 90'                          | mecz towarzyski                                                           |
| 30.                          | 04.09.2015                   | Frankfurt nad Menem          | Niemcy                       | 1:3                          | do 83'                       | elim. ME 2016, zmieniony przez Sławomira Peszkę, asysta                   |
| 31.                          | 07.09.2015                   | Warszawa                     | Gibraltar                    | 8:1                          | 90'                          | elim. ME 2016, , 2 asysty                                                 |
| 32.                          | 08.10.2015                   | Glasgow                      | Szkocja                      | 2:2                          | 90'                          | elim. ME 2016, asysta                                                     |
| 33.                          | 11.10.2015                   | Warszawa                     | Irlandia                     | 2:1                          | do 85'                       | elim. ME 2016, zmieniony przez Sławomira Peszkę, asysta                   |
| 34.                          | 13.11.2015                   | Warszawa                     | Islandia                     | 4:2                          | do 86'                       | mecz towarzyski, zmieniony przez Karola Linettego,                        |
| 35.                          | 17.11.2015                   | Wrocław                      | Czechy                       | 3:1                          | do 73'                       | mecz towarzyski, zmieniony przez Sławomira Peszkę,                        |
| 36.                          | 23.03.2016                   | Poznań                       | Serbia                       | 1:0                          | do 75'                       | mecz towarzyski, zmieniony przez Bartosza Kapustkę                        |
| 37.                          | 26.03.2016                   | Wrocław                      | Finlandia                    | 5:0                          | 90'                          | mecz towarzyski, , 2 asysty                                               |
| 38.                          | 01.06.2016                   | Gdańsk                       | Holandia                     | 1:2                          | do 77'                       | mecz towarzyski, zmieniony przez Sławomira Peszkę                         |
| 39.                          | 06.06.2016                   | Kraków                       | Litwa                        | 0:0                          | do 77'                       | mecz towarzyski, zmieniony przez Sławomira Peszkę                         |
| 40.                          | 12.06.2016                   | Nicea                        | Irlandia Północna            | 1:0                          | od 80'                       | ME 2016, zmienił Jakuba Błaszczykowskiego                                 |
| 41.                          | 16.06.2016                   | Saint-Denis                  | Niemcy                       | 0:0                          | do 87'                       | ME 2016, zmieniony przez Sławomira Peszkę                                 |
| 42.                          | 21.06.2016                   | Marsylia                     | Ukraina                      | 1:0                          | od 71'                       | ME 2016, zmienił Bartosza Kapustkę                                        |
| 43.                          | 25.06.2016                   | Saint-Étienne                | Szwajcaria                   | 1:1 (k. 5:4)                 | do 104'                      | ME 2016, zmieniony przez Sławomira Peszkę, asysta                         |
| 44.                          | 30.06.2016                   | Marsylia                     | Portugalia                   | 1:1 (k. 3:5)                 | do 82'                       | ME 2016, zmieniony przez Bartosza Kapustkę, asysta                        |
| 45.                          | 08.10.2016                   | Warszawa                     | Dania                        | 3:2                          | do 74'                       | elim. MŚ 2018, zmieniony przez Macieja Rybusa, asysta                     |
| 46.                          | 11.10.2016                   | Warszawa                     | Armenia                      | 2:1                          | do 70'                       | elim. MŚ 2018, zmieniony przez Bartosza Kapustkę                          |
| 47.                          | 11.11.2016                   | Bukareszt                    | Rumunia                      | 3:0                          | do 89'                       | elim. MŚ 2018, zmieniony przez Sławomira Peszkę,                          |
| 48.                          | 14.11.2016                   | Wrocław                      | Słowenia                     | 1:1                          | od 71'                       | mecz towarzyski, zmienił Bartosza Kapustkę                                |
| 49.                          | 26.03.2017                   | Podgorica                    | Czarnogóra                   | 2:1                          | do 90'+5                     | elim. MŚ 2018, zmieniony przez Sławomira Peszkę                           |
| 50.                          | 10.06.2017                   | Warszawa                     | Rumunia                      | 3:1                          | 90'                          | elim. MŚ 2018                                                             |
| 51.                          | 01.09.2017                   | Kopenhaga                    | Dania                        | 0:4                          | 90'                          | elim. MŚ 2018                                                             |
| 52.                          | 04.09.2017                   | Warszawa                     | Kazachstan                   | 3:0                          | do 90'                       | elim. MŚ 2018, zmieniony przez Łukasza Teodorczyka                        |
| 53.                          | 05.10.2017                   | Erywań                       | Armenia                      | 6:1                          | do 72'                       | elim. MŚ 2018, zmieniony przez Rafała Wolskiego, , 2 asysty               |
| 54.                          | 08.10.2017                   | Warszawa                     | Czarnogóra                   | 4:2                          | do 90'                       | elim. MŚ 2018, zmieniony przez Macieja Makuszewskiego,                    |
| 55.                          | 10.11.2017                   | Warszawa                     | Urugwaj                      | 0:0                          | do 90'                       | mecz towarzyski, zmieniony przez Macieja Makuszewskiego                   |
| 56.                          | 27.03.2018                   | Chorzów                      | Korea Południowa             | 3:2                          | 90'                          | mecz towarzyski, od 67' z opaską kapitana, , asysta                       |
| 57.                          | 08.06.2018                   | Poznań                       | Chile                        | 2:2                          | do 67'                       | mecz towarzyski, zmieniony przez Jacka Góralskiego, asysta                |
| 58.                          | 19.06.2018                   | Moskwa                       | Senegal                      | 1:2                          | 90'                          | MŚ 2018, asysta                                                           |
| 59.                          | 24.06.2018                   | Kazań                        | Kolumbia                     | 0:3                          | od 57'                       | MŚ 2018, zmienił Dawida Kownackiego                                       |
| 60.                          | 28.06.2018                   | Wołgograd                    | Japonia                      | 1:0                          | 90'                          | MŚ 2018                                                                   |
| 61.                          | 11.10.2018                   | Chorzów                      | Portugalia                   | 2:3                          | od 64'                       | LN 2018/2019, zmienił Rafała Kurzawę                                      |
| 62.                          | 14.10.2018                   | Chorzów                      | Włochy                       | 0:1                          | od 46'                       | LN 2018/2019, zmienił Damiana Szymańskiego                                |
| 63.                          | 15.11.2018                   | Gdańsk                       | Czechy                       | 0:1                          | 90'                          | mecz towarzyski                                                           |
| 64.                          | 20.11.2018                   | Guimarães                    | Portugalia                   | 1:1                          | do 79'                       | LN 2018/2019 zmieniony przez Damiana Kądziora                             |
| 65.                          | 21.03.2019                   | Wiedeń                       | Austria                      | 1:0                          | do 90'                       | el. ME 2020 zmieniony przez Michała Pazdana                               |
| 66.                          | 24.03.2019                   | Warszawa                     | Łotwa                        | 2:0                          | do 83'                       | el. ME 2020 zmieniony przez Przemysława Frankowskiego                     |
| 67.                          | 07.06.2019                   | Skopje                       | Macedonia Północna           | 1:0                          | do 70'                       | el. ME 2020, zmieniony przez Macieja Rybusa                               |
| 68.                          | 10.06.2019                   | Warszawa                     | Izrael                       | 4:0                          | do 77'                       | el. ME 2020 zmieniony przez Damiana Kądziora, , asysta                    |
| 69.                          | 06.09.2019                   | Lublana                      | Słowenia                     | 0:2                          | do 70'                       | el. ME 2020, zmieniony przez Jakuba Błaszczykowskiego                     |
| 70.                          | 09.09.2019                   | Warszawa                     | Austria                      | 0:0                          | do 70'                       | el. ME 2020, zmieniony przez Sebastiana Szymańskiego                      |
| 71.                          | 10.10.2019                   | Ryga                         | Łotwa                        | 3:0                          | do 77'                       | el. ME 2020 zmieniony przez Przemysława Frankowskiego                     |
| 72.                          | 13.10.2019                   | Warszawa                     | Macedonia Północna           | 2:0                          | do 73'                       | el. ME 2020 zmieniony przez Przemysława Frankowskiego                     |
| 73.                          | 19.11.2019                   | Warszawa                     | Słowenia                     | 3:2                          | 90'                          | el. ME 2020, asysta                                                       |
| 74.                          | 04.09.2020                   | Amsterdam                    | Holandia                     | 0:1                          | od 71'                       | LN 2020/2021, zmienił Kamila Jóźwiaka                                     |
| 75.                          | 07.09.2020                   | Zenica                       | Bośnia i Hercegowina         | 2:1                          | do 80'                       | LN 2020/2021, zmieniony przez Sebastiana Szymańskiego, , asysta           |
| 76.                          | 07.10.2020                   | Gdańsk                       | Finlandia                    | 5:1                          | do 62'                       | mecz towarzyski, zmieniony przez Rafała Pietrzaka, ,                      |
| 77.                          | 11.10.2020                   | Gdańsk                       | Włochy                       | 0:0                          | od 60'                       | LN 2020/2021, zmienił Sebastiana Szymańskiego                             |
| 78.                          | 14.10.2020                   | Wrocław                      | Bośnia i Hercegowina         | 3:0                          | do 64'                       | LN 2020/2021, zmieniony przez Damiana Kądziora                            |
| 79.                          | 15.11.2020                   | Reggio nell’Emilia           | Włochy                       | 0:2                          | od 46'                       | LN 2020/2021, zmienił Kamila Jóźwiaka                                     |
| 80.                          | 15.11.2020                   | Chorzów                      | Holandia                     | 1:2                          | od 75'                       | LN 2020/2021, zmienił Przemysława Płachetę                                |
| 81.                          | 25.03.2021                   | Budapeszt                    | Węgry                        | 3:3                          | od 84'                       | el. MŚ 2022, zmienił Arkadiusza Milika                                    |
| 82.                          | 28.03.2021                   | Warszawa                     | Andora                       | 3:0                          | od 60'                       | el. MŚ 2022, zmienił Macieja Rybusa, asysta                               |
| 83.                          | 31.03.2021                   | Londyn                       | Anglia                       | 1:2                          | od 86'                       | el. MŚ 2022, zmienił Piotra Zielińskiego                                  |
| 84.                          | 24.03.2022                   | Glasgow                      | Szkocja                      | 1:1                          | od 71'                       | mecz towarzyski, zmienił Jakuba Modera                                    |
| 85.                          | 01.06.2022                   | Wrocław                      | Walia                        | 2:1                          | od 81'                       | LN 2022/2023, zmienił Grzegorza Krychowiaka                               |
| 86.                          | 14.06.2022                   | Warszawa                     | Belgia                       | 0:1                          | od 84'                       | LN 2022/2023, zmienił Mateusza Wieteskę                                   |
| 87.                          | 16.11.2022                   | Warszawa                     | Chile                        | 1:0                          | od 67'                       | mecz towarzyski, zmienił Przemysława Frankowskiego                        |
| 88.                          | 04.12.2022                   | Doha                         | Francja                      | 1:3                          | od 87'                       | MŚ 2022, zmienił Przemysława Frankowskiego, wywalczył rzut karny          |
| 89.                          | 07.09.2023                   | Warszawa                     | Wyspy Owcze                  | 2:0                          | od 88'                       | el. ME 2024, zmienił Jakuba Kamińskiego                                   |
| 90.                          | 10.09.2023                   | Tirana                       | Albania                      | 0:2                          | od 61'                       | el. ME 2024, zmienił Jakuba Kamińskiego                                   |
| 91.                          | 15.10.2023                   | Warszawa                     | Mołdawia                     | 1:1                          | od 84'                       | el. ME 2024, zmienił Tomasza Kędziorę                                     |
| 92.                          | 17.11.2023                   | Warszawa                     | Czechy                       | 1:1                          | od 73'                       | el. ME 2024, zmienił Damiana Szymańskiego                                 |
| 93.                          | 21.11.2023                   | Warszawa                     | Łotwa                        | 2:0                          | od 78'                       | mecz towarzyski, zmienił Sebastiana Szymańskiego, przejął opaskę kapitana |
| 94.                          | 21.06.2024                   | Berlin                       | Austria                      | 1:3                          | od 75'                       | ME 2024, zmienił Bartosza Slisza                                          |
| 95.                          | 06.06.2025                   | Chorzów                      | Mołdawia                     | 2:0                          | do 32'                       | mecz towarzyski, zmieniony przez Karola Świderskiego                      |

## Sukcesy

### Jagiellonia Białystok
- Puchar Polski: 2009/2010
- Superpuchar Polski: 2010

### Indywidualne
- Piłkarz sezonu Ekstraklasy: 2022/2023[123][124]
- Ligowiec roku w plebiscycie Piłki Nożnej: 2022, 2023
- Piłkarz miesiąca Premier League wg kibiców w plebiscycie PFA: kwiecień 2017
- Gol sezonu w Hull City: 2018

## Życie prywatne
Jest synem Pawła i Magdaleny. Ma siostrę Olivię. Jego pradziadek, Józef Grosicki, służył w Armii Andersa i brał udział w bitwie o Monte Cassino. Jego przyrodnia siostra, Kornelia Grosicka (ur. 23 czerwca 1999) również jest profesjonalną piłkarką. Jest żonaty z Dominiką Grosicką, z którą ma córkę Maję (ur. 19 kwietnia 2012). W przewidzianym terminie zakończył naukę na drugiej klasie gimnazjum, później ukończył prywatne gimnazjum.